# Scriboniovský dům
Scriboniovský dům v Plzni je renesanční stavba ze 16. století, stojí na náměstí Republiky. V roce 1730 bylo plzeňským architektem Jakubem Augustonem barokně upraveno průčelí domu. Roku 1634 v domě pobýval Albrecht z Valdštejna. Dům je chráněn jako kulturní památka České republiky.

## Části Scriboniovského domu

### Portál
- postranní sloupy s vázami
- na sloupech dvě květiny s osmi okvětními lístky
- mříž s květinami, které mají osm okvětních lístků
- dvojramenný zlatý kříž (jaký je např. na slovenské vlajce)

### Průčelí domu
- pod okny jsou vyryta květinová zátiší
- mezi okny jsou sloupy s andělíčky
- na straně u portálu je tabulka s názvem domu

## Současné využití
V současné době je v domě kavárna Nykty's, oddělení zahraničních knihoven Studijní a vědecké knihovny Plzeňského kraje (anglická, německá, rakouská a románská knihovna) a Francouzská aliance.